# Condado de Columbus
O Condado de Columbus é um dos 100 condados do estado americano da Carolina do Norte. A sede do condado é Whiteville, e sua maior cidade é Whiteville. O condado possui uma área de 2 470 km² (dos quais 44 km² estão cobertos por água), uma população de 54 749 habitantes, e uma densidade populacional de 80 hab/km² (segundo o censo nacional de 2000). O condado foi fundado em 1808.